# Inês Meneses

Inês Meneses (Lisboa, 26 de Novembro de 1971) é uma comunicadora, jornalista e radialista portuguesa. Com mais de 30 anos de carreira, ela é conhecida pelo seu programa de entrevistas "Fala com Ela", no ar desde 2005. 

## Carreira
Inês Meneses, apesar de ter nascido em Lisboa, mudou-se ainda criança  para Mindelo, Vila do Conde, norte de Portugal, onde cresceu num ambiente bastante musical, onde ouvia muitas cassetes e programas de rádio. Ela estudou jornalismo de rádio no Centro de Formação de Jornalistas (CENJOR), e fez também um ano de teatro na Escola Ballet Teatro, no Porto, onde chegou a se apresentar numa pequena peça no Rivoli, "Menos Dez Minutos de Amor."
Inciou a sua carreira com apenas 16 anos, na rádio em Vila do Conde, e aos 18 anos foi trabalhar na Rádio Nova Era, no Porto. Não muito depois, ela aceitou o convite de José Alberto Carvalho e passou para a TSF Rádio Notícias. Doze anos depois, mudou-se para a rádio Radar, onde conduziu o "Fala com Ela" , o seu programa de entrevistas que atualmente está na Antena 1 e que em 2015 recebeu o prémio de Melhor Programa de Rádio da Sociedade Portuguesa de Autores (SPA) e, em 2019, o de melhor podcast de rádio no primeiro Festival de Podcasts realizado em Lisboa.
Aos 20 anos, estreou-se na televisão no magazine Novas dos Novos, na RTP1. Além disso, também trabalhou no "Onda Curta", programa de curtas-metragens na RTP2, no "Prazer dos Diabos", da SIC Mulher, no "Tanto para Conversar", série de entrevistas na RTP2, e no "Irritações", da SIC Radical.
Desde 2008, apresenta na Antena 1 o programa "O Amor É"  com o sexólogo Júlio Machado Vaz. Juntos, eles também publicaram em 2018 um livro com o mesmo nome pela editora Contraponto. Além disso, ela faz ao lado de Pedro Mexia o podcast semanal sobre a atualidade cultural PBX, em parceria entre o Expresso e a Antena 1.
Meneses fez mais de 400 entrevistas, incluindo nomes como os de Julião Sarmento, Carlos do Carmo, Paula Rêgo, Herman José, Rita Blanco, Joana Vasconcelos ou Júlio Isidro.
Em 2019, o programa Fala com Ela passou a ser transmitido também na televisão, através do canal SIC Radical, com repetição na SIC Notícias, e passou também a estar disponível na versão online do jornal Expresso.
Em 2020, lançou o livro Cadernos de Encargos Sentimentais, que reúne uma série de textos com reflexões sobre relacionamentos que a jornalista publicou ao longo dos anos em formato de posts no Facebook.

## Reconhecimentos e prémios
- 2015 - Prémio Autores 2015, na categoria de Melhor Programa de Rádio com o programa Fala Com ela, da Sociedade Portuguesa de Autores.[7][15]
- 2019 e 2021 - Prêmio PODES para melhor podcast, na Categoria Rádio, em Lisboa [16][17]
- 2024 - Prémios ACTIVA Mulheres Inspiradoras, na categoria Personalidade Digital.[18]

## Obras seleccionadas
- Caderno de Encargos Sentimentais (2020, Lisboa, Contraponto Editores) [19]
- O Amor é - Para Memória Futura (2018, Lisboa, Contraponto Editores) [20]
- Amores (Im)PossíveisI (2018, Abysmo) [20]